# Primož Karpe
Primož Karpe, slovenski ekonomist, * 1970.
Od leta 2016 je predsednik nadzornega sveta NLB.

## Zgodnje življenje in izobrazba
Diplomiral je iz ekonomije (finančna smer) na Ekonomski fakulteti Univerze v Ljubljani. Zatem je magistriral iz poslovne administracije (finance) na Državni univerzi v San Diegu.

## Kariera
Po zgodnjih vlogah na področju upravljanja sredstev in obveznosti (ALM) v SKB banki ter poslovnega razvoja v Telekomu Slovenije, se je usmeril v združitve in prevzeme kot vodja M&A v podjetju Publikum Korpfin (2007–2008). Soustanovil je svetovalno družbo Vafer d.o.o. (2008–2010) in bil od leta 2011 soustanovni partner sklada zasebnega kapitala Blue Sea Capital, usmerjenega v proticiklične panoge na Zahodnem Balkanu, kjer je aktiven ostal do leta 2015. Od leta 2015 vodi hrvaško investicijsko družbo Angler d.o.o., leta 2020 pa je so-ustanovil Cedars d.o.o., ki svetuje skladom alternativnih naložb v Srednji in Jugovzhodni Evropi. Karpe je tudi član investicijskega odbora največjega zasebnega regionalnega večrazrednega upravljavca premoženja, ALFI Funds.
V nadzorni svet NLB je vstopil februarja 2016, marca istega leta pa je bil izvoljen za njegovega predsednika (nasledil je Janka Gedriha). Drugi štiriletni mandat se je začel leta 2020, julija 2024 pa ga je nadzorni svet ponovno izvolil za tretji mandat do leta 2028. V tem obdobju je NLB izvedla prvo javno ponudbo delnic (IPO) leta 2018, izvedla več prevzemov v regiji (Komercijalna banka Beograd, dejavnosti SLS Leasing, Sberbank Slovenija) in pospešila digitalizacijo poslovanja.